# Българо-сръбско споразумение (1897)
Българо-сръбското споразумение от 19 февруари 1897 година е договореност между България и Сърбия да се въздържат от действия в Европейска Турция без предварителни консултации и да работят заедно за националните си интереси чрез развитие на църковното и училищното дело в османските владения.
До споразумението се стига след като през лятото на 1896 година избухва Критското въстание, което води до влошаване на отношенията между Гърция и Османската империя. Тогава сръбското правителство декларира, че ще иска компенсации за Сърбия от османските владения, ако Гърция сполучи да присъедини Крит. В стремежа си към излаз на Егейско море, то визира не само Стара Сърбия, но и Македония, с което засяга българските интереси. Българо-сръбските преговори за съдбата на областта започват още преди критската криза, с посещение на княз Фердинанд и министър-председателя Константин Стоилов в Белград през април 1896. От септември същата година в тях се намесва и Черна гора, но без ефект. Нито сръбската, нито черногорската страна успяват да убедят Стоилов за разграничение на сфери на влияние в османските владения. От своя страна, правителствата на Стоян Новакович и наследилия го Джордже Симич отхвърлят категорично българското предложение за съвместен натиск върху Високата порта за превръщане на Македония в привилегирована провинция на империята.
Резултатът е компромисната формула, подписана през февруари 1897, при посещение на крал Александър Обренович и Симич в София. С нея българо-сръбските разногласия не са преодолени. Двете страни продължават да действат самостоятелно за увеличаване на влиянието си в Македония. Още през октомври същата година новият сръбски премиер Владан Джорджевич денонсира споразумението.